# Adénium
Adénium (Adenium) je rod rostlin z čeledi toješťovité. Jsou to silně sukulentní beztrnné keře až malé stromy s jednoduchými střídavými listy a nápadnými pravidelnými květy různých barev. Plodem je souplodí měchýřků. Rod zahrnuje 6 druhů, které byly v minulosti shrnovány do jediného, široce pojatého druhu Adenium obesum.
Adénia jsou pěstována jako krásně kvetoucí sukulenty. Jsou to silně jedovaté rostliny s odporně hořkou chutí. Při pěstování je třeba pamatovat na jejich jedovatost zejména v souvislosti s domácími zvířaty. V Africe a Arábii jsou využívána v domorodé medicíně a k odstraňování parazitů. Také se z nich připravuje šípový jed.

## Popis
Adénia jsou sukulentní, většinou vzpřímeně rostoucí keře s tlustým, silně dužnatým kmenem, dorůstající výšky až 2,5 metru. Někdy dorostou i do podoby malého stromu s láhvovitě ztlustlým kmenem. Kůra je hladká, červenohnědá. Při porušení roní průsvitnou šťávu. Listy jsou jednoduché, střídavé, přisedlé, široce eliptické až čárkovité, na vrcholu tupé až zaokrouhlené, k bázi se postupně zužující. Čepel listů může být lysá nebo chlupatá. Listy v suchém období opadávají. Květy jsou u přírodních forem červené, růžové nebo výjimečně bílé, uspořádané v krátce stopkatých až téměř přisedlých, koncových vrcholících. Rostlina často kvete v bezlistém stavu. Kalich je tvořen 5 bylinnými laloky kopinatého nebo šídlovitého tvaru. Koruna je nálevkovitá, chlupatá, zakončená 5 širokými cípy. Korunní trubka je 20 až 40 mm dlouhá. Tyčinek je 5 a jsou přirostlé na bázi rozšířené části korunní trubky a pevně připojené ke čnělkové hlavě. Gyneceum je tvořeno 2 volnými plodolisty nesoucími nitkovité čnělky. Plodem je souplodí složené ze 2 měchýřků. Plody jsou podlouhlé, 8 až 20 cm dlouhé a 8 až 12 mm široké. Semena jsou vřetenovitá, lehce zploštělá a na obou koncích mají chomáček chlupů.

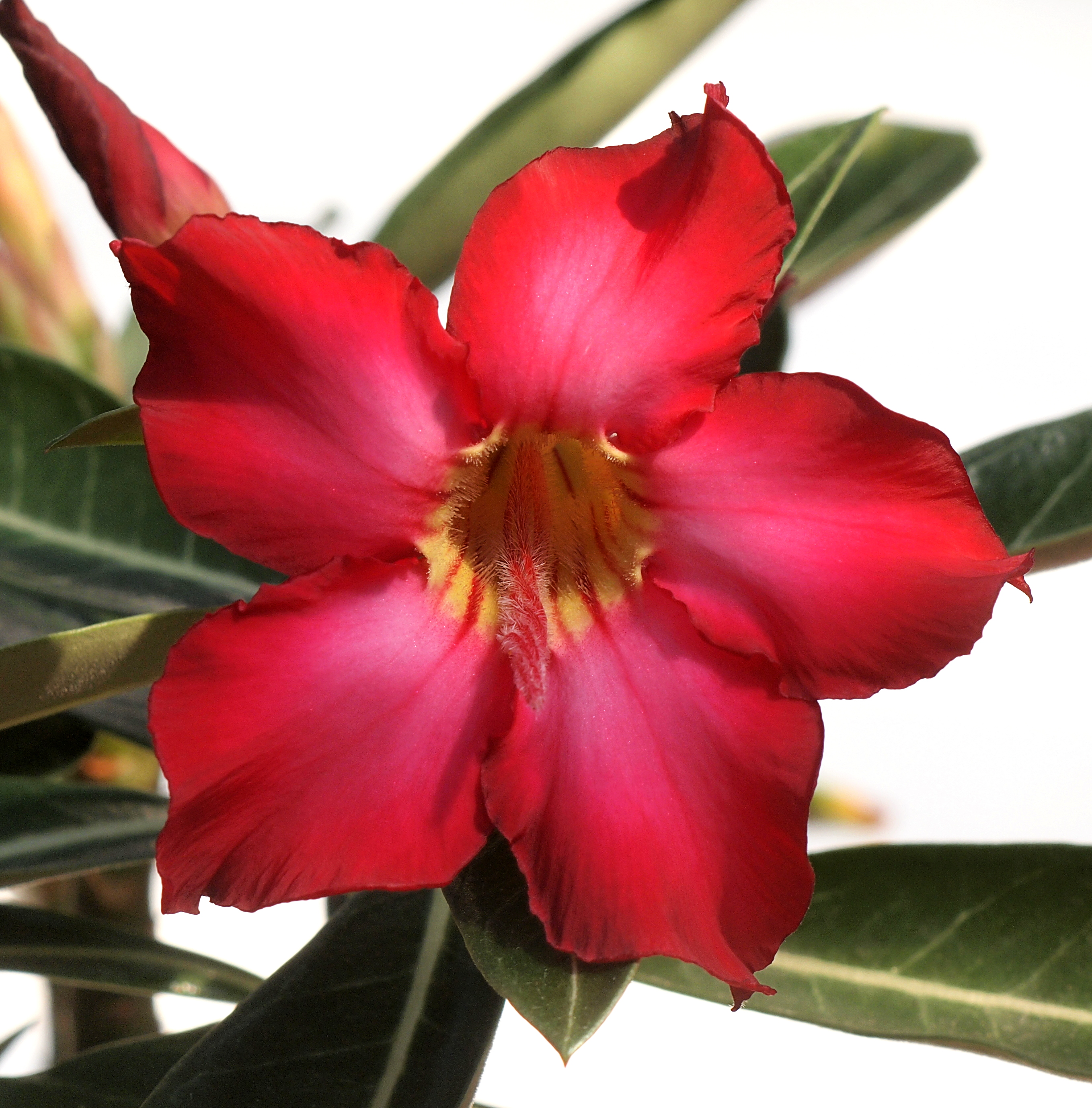
Květ Adenium obesum
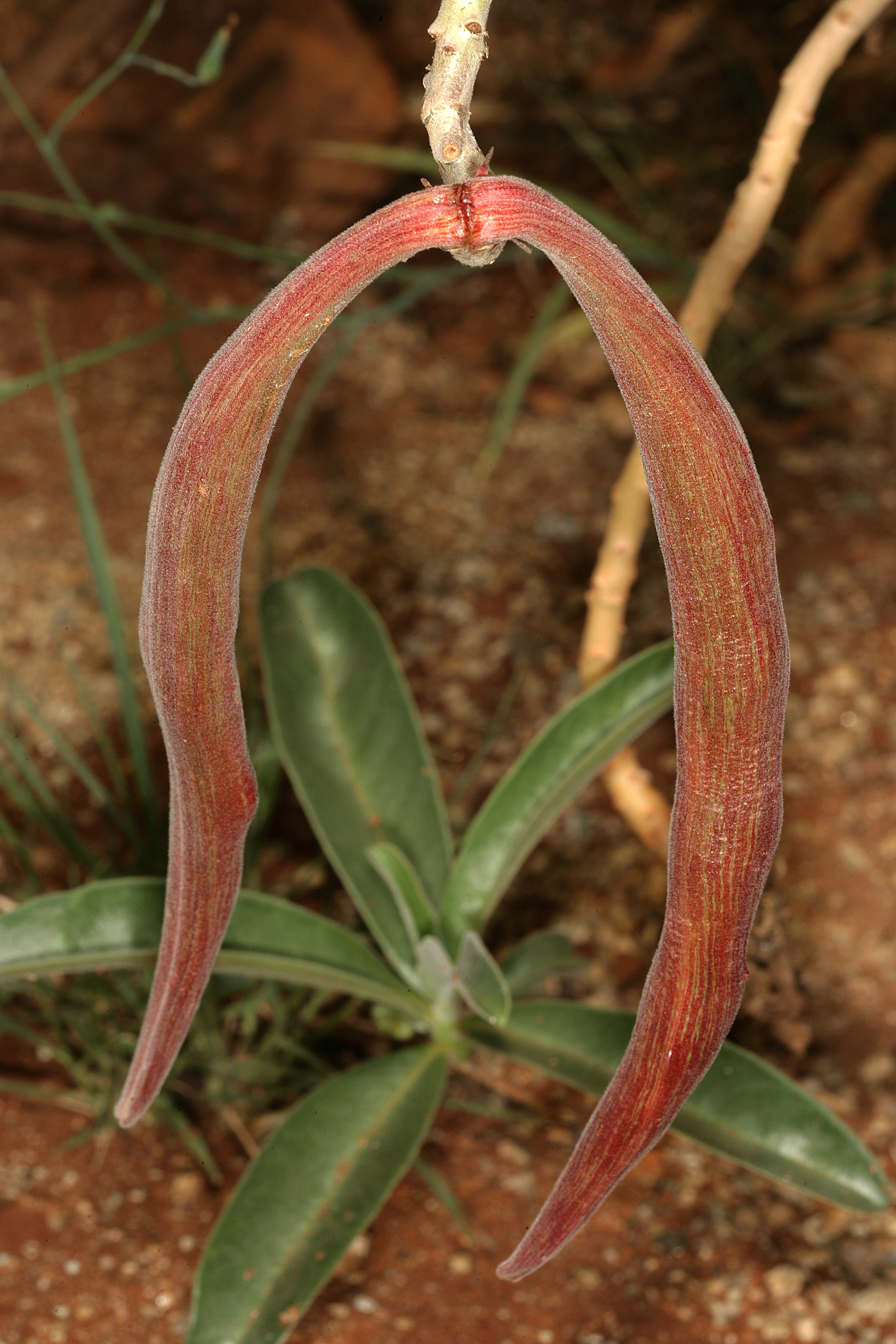
Souplodí Adenium boehmianum

## Rozšíření
Rod adénium zahrnuje 6 druhů. Roste přirozeně v tropické subsaharské Africe a v Arábii.
V Africe je rod rozšířen od Senegalu a Mauritánie po Etiopii a Somálsko, na jih až po Jihoafrickou republiku. Vyskytuje se také na ostrově Sokotra. V rámci Arábie roste ve střední a jižní Saúdské Arábii a v Jemenu. Byl zavlečen i do jiných částí světa, např. do Mexika, Thajska, Vietnamu nebo na Filipíny.

## Jedovatost
Rostliny obsahují ve všech svých částech kardioaktivní glykosidy obdobného typu jako u oleandru a rodu Acokanthera. Otrava se projevuje poruchami srdeční činnosti, zejména arytmií. Rostliny jsou odporně hořké a otravy lidí byly zaznamenány zřídka. Pokud se šťáva z rostliny dostane do očí, může způsobit poškození zraku.

## Taxonomie
Rod Adenium je v rámci čeledi toješťovité řazen do podčeledi Apocynoideae a tribu Nerieae. Nejblíže příbuzným rodem je Nerium (oleandr).
V taxonomii rodu Adenium existují 2 pojetí. Při úzkém pojetí druhů rod zahrnuje celkem 6 druhů, zatímco v širším pojetí je uznáván pouze jediný, silně variabilní druh Adenium obesum, do nějž jsou ostatní druhy vřazeny na úrovni poddruhů.
V roce 2015 byl z Ománu popsán nový druh, Adenium dhofarense.

## Ekologické interakce
Květy adénií jsou opylovány hmyzem s dosti dlouhým sosákem, aby opylovač dosáhl na nektar.
Květ vydrží na rostlině asi 5 dní, přičemž úspěšně může být opylen pouze v prvních dvou dnech.
V Africe a druhotně i v Asii je adénium jednou ze živných rostlin lišaje oleandrového.

## Zástupci
- adénium ztloustlé (Adenium obesum)

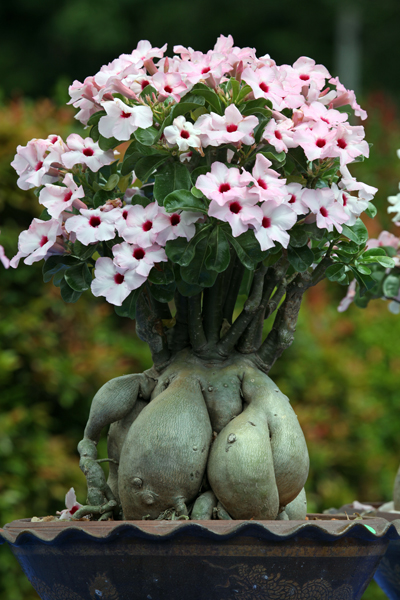
Adénium jako bonsaj

## Význam a pěstování
Adénia jsou pěstována jako působivě kvetoucí okrasné rostliny, sukulenty a bonsaje. Bylo vypěstováno množství forem a kultivarů s rozličně zbarvenými květy, některé jsou i plnokvěté. Vyžadují tak jako jiné sukulenty dobře propustnou půdu a dostatek světla. V zimě ztrácejí listy. V době vegetace jim svědčí přiměřená zálivka, zatímco v zimním období se zalévají jen málo a sporadicky. Nesnášejí kombinaci chladu a vlhka, při níž jsou napadány hnilobami. Zimní teploty by neměly klesat pod 10 °C.
Jedovatá mléčná šťáva (latex) z druhu Adenium boehmianum je používána domorodci v Namibii jako šípový jed a také k lovu ryb. Podobně jsou využívány i jiné druhy, např. adénium ztloustlé v subsaharské Africe a Adenium multiflorum z jihu kontinentu.
Odvar z kořenů adénia ztloustlého je v Africe používán na pohlavní choroby, šťáva se aplikuje na hnisavé vředy a vtírá do vlasů proti vším. Odvarem z kůry se odstraňují klíšťata a vši z velbloudů a dobytka. Mast z Adenium oleifolium je aplikována na kousnutí hadem a štíří bodnutí.

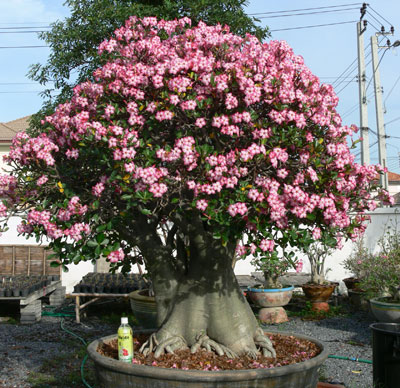
Adénium jako bonsaj
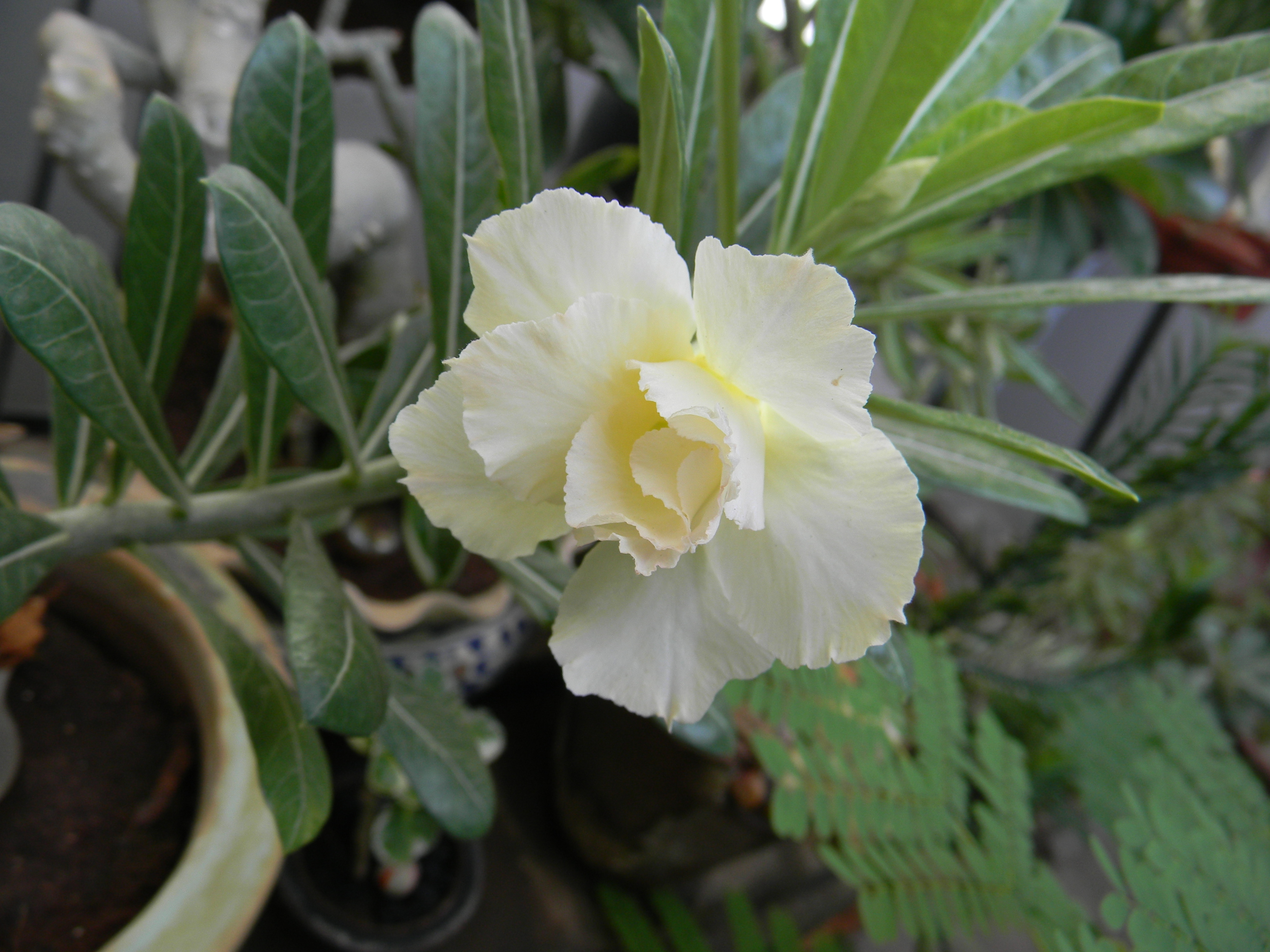
Plnokvětý kultivar adénia
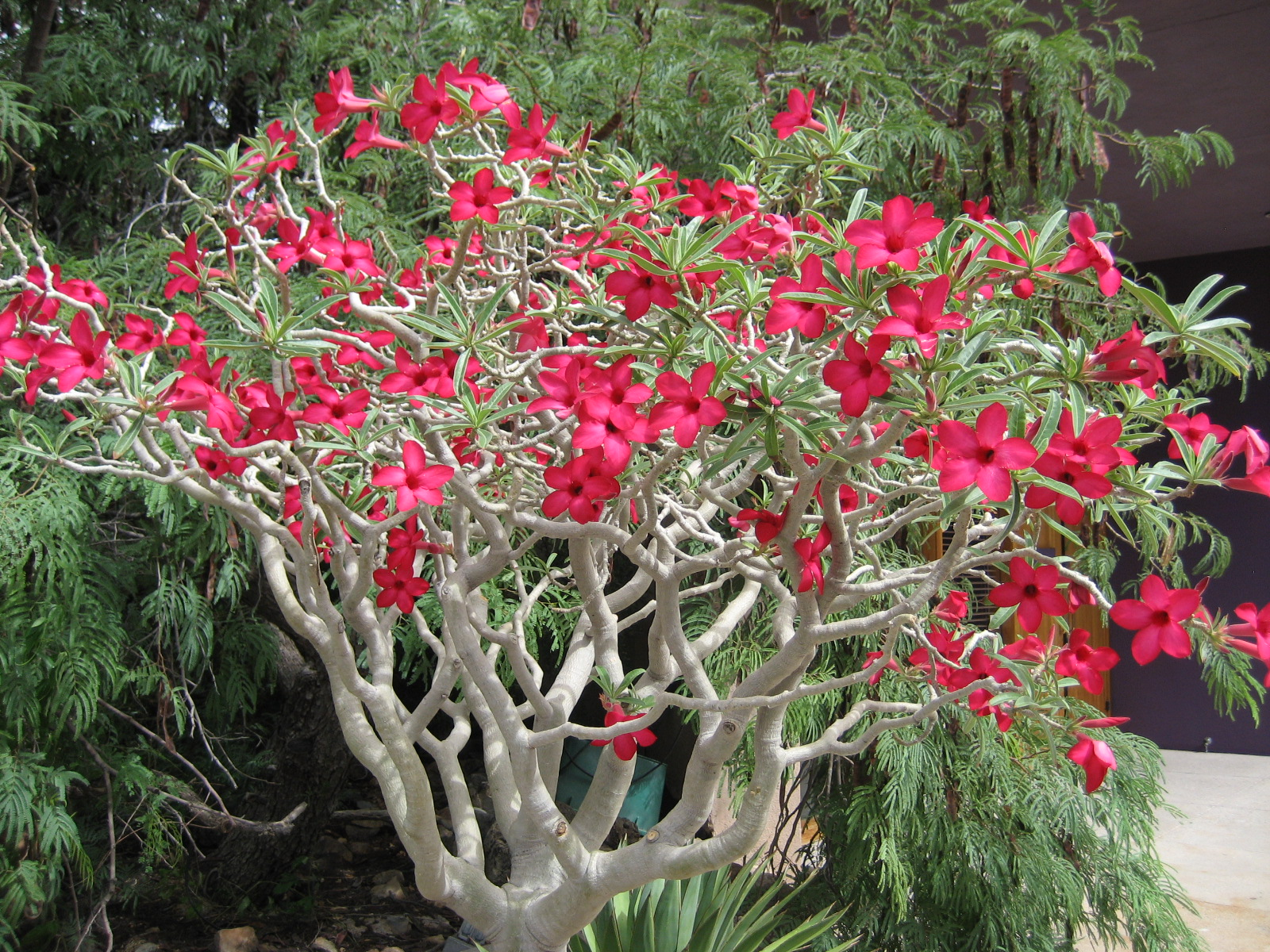
Adenium obesum, kultivar 'Crimson Star'

## Přehled druhů a jejich rozšíření
- Adenium boehmianum (syn. A. obesum subsp. boehmianum) - Namibie, jižní Angola
- Adenium dhofarense - Omán
- Adenium multiflorum (syn. A. obesum subsp. multiflorum) - Malawi, Mosambik, Zambie, Zimbabwe, Jihoafrická republika, Svazijsko
- Adenium obesum (syn. A. obesum subsp. obesum, A. arabicum) - tropická Afrika, Arábie
  - Adenium obesum subsp. socotranum - Sokotra
  - Adenium obesum subsp. somalense (syn. A. somalense, A. crispum) - Somálsko
- Adenium oleifolium (syn. A. obesum subsp. oleifolium, A. lugardiae) - Jihoafrická republika, Namibie, Botswana
- Adenium swazicum (syn. A. obesum subsp. swazicum) - Jihoafrická republika, Svazijsko, jižní Mosambik[4][13]

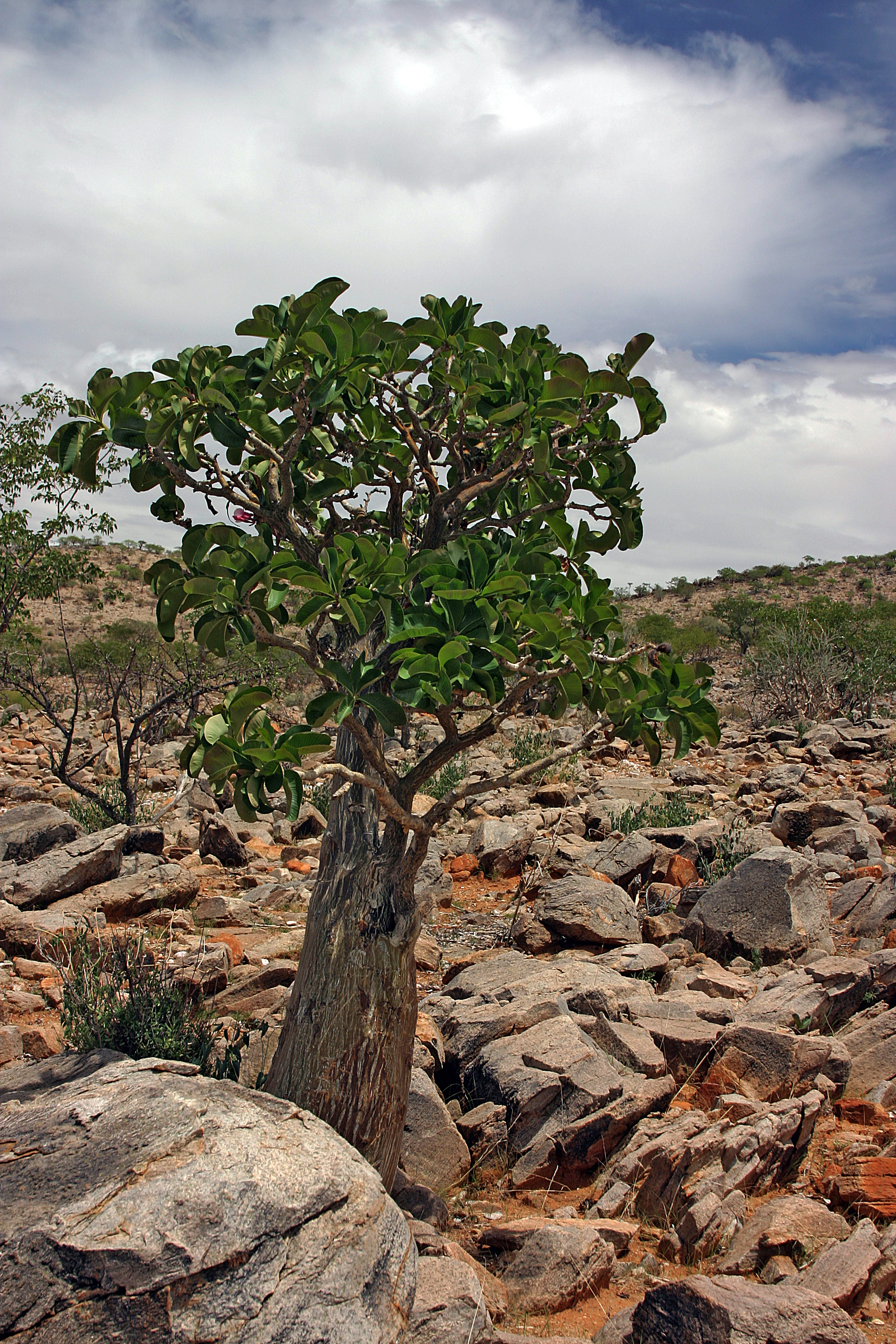
Adenium boehmianum
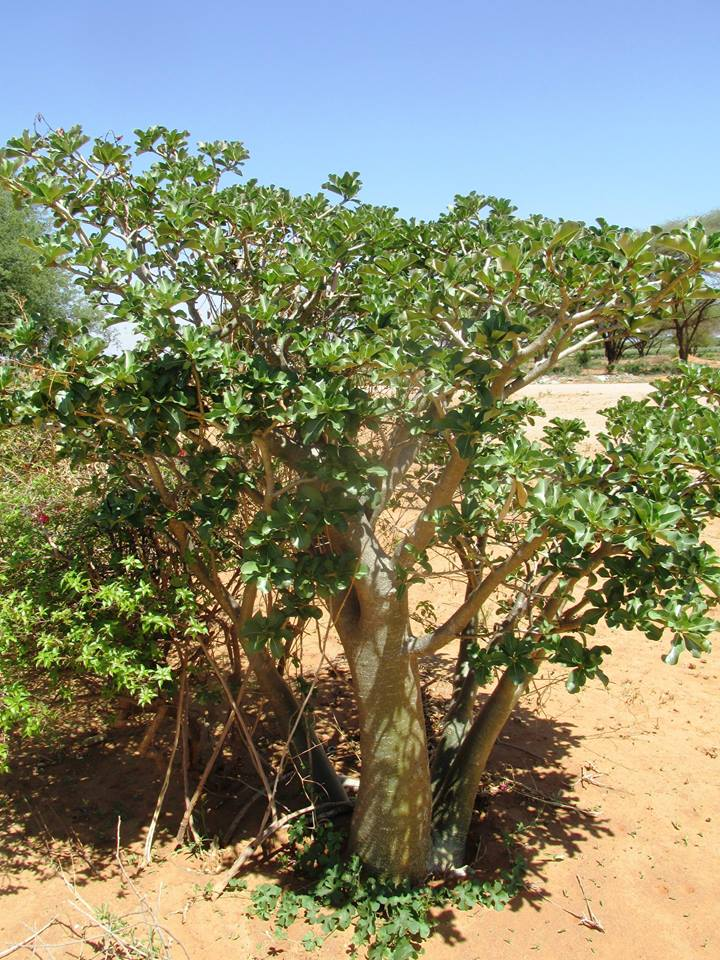
Adenium multiflorum
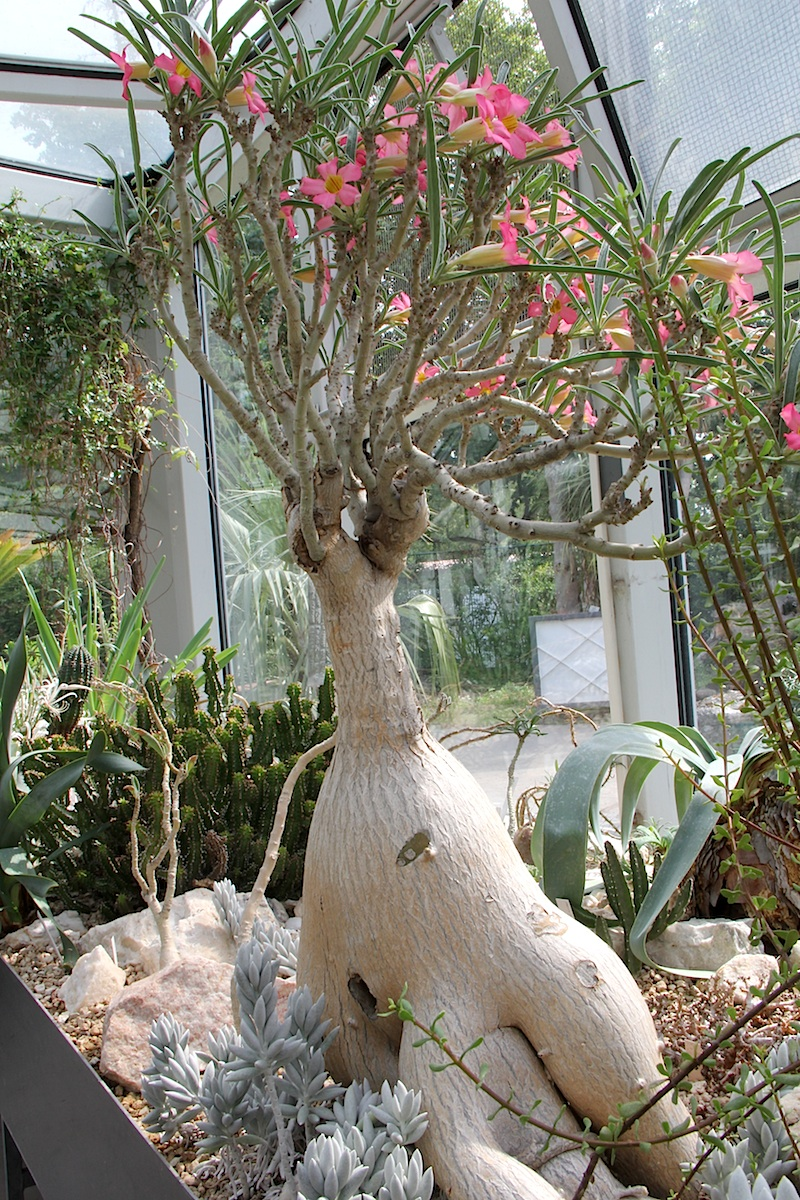
Adenium oleifolium
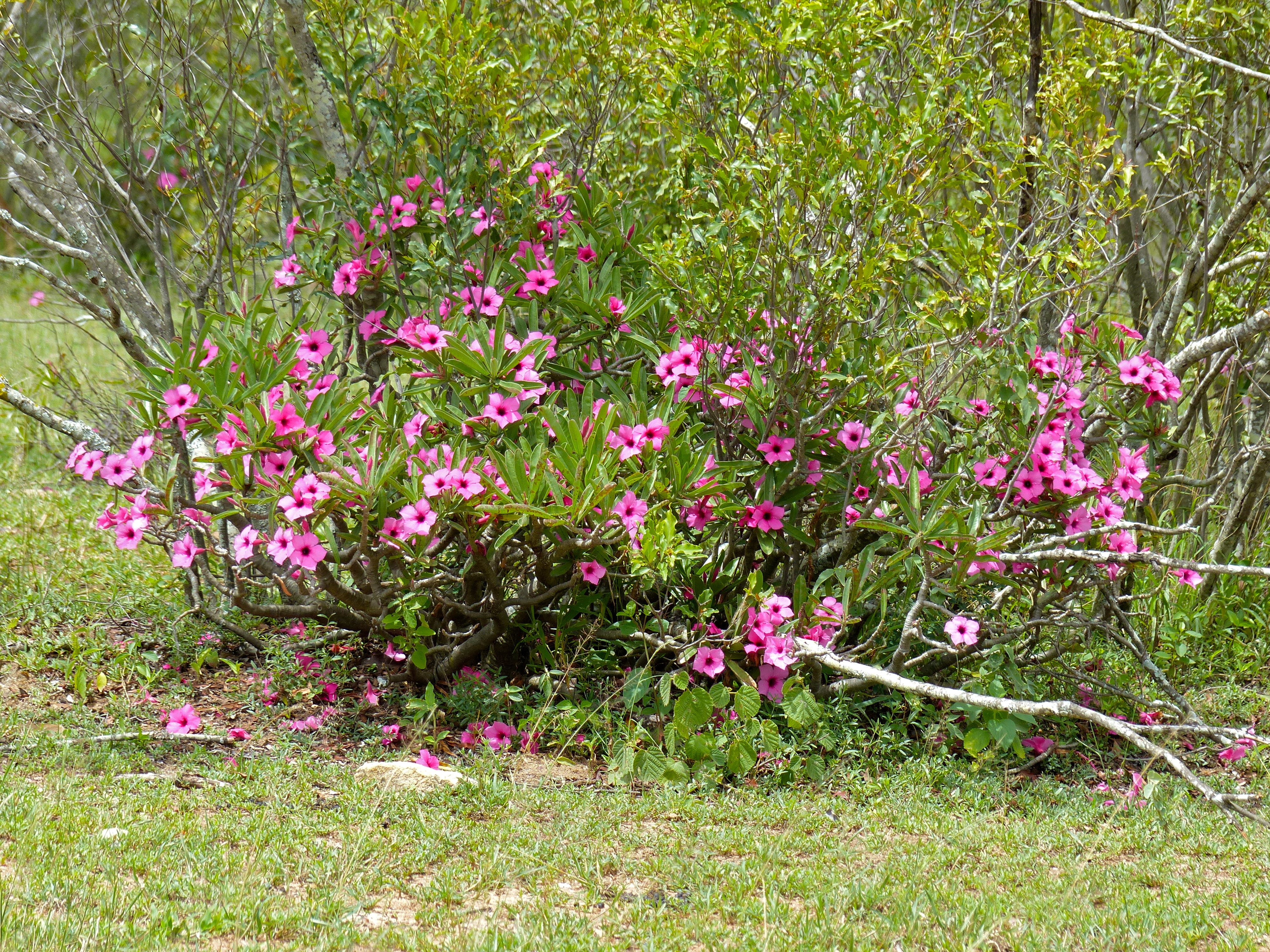
Adenium swazicum
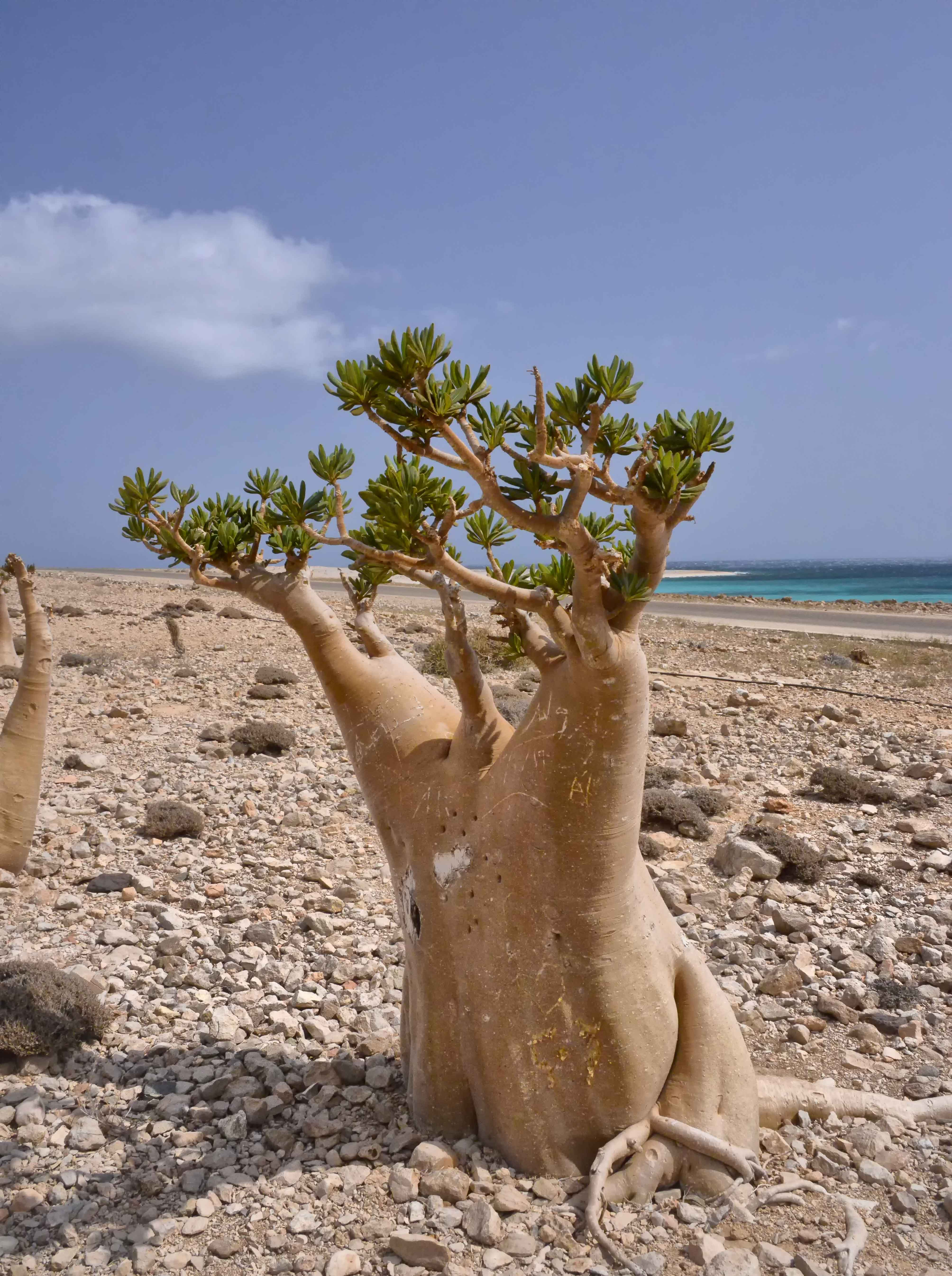
Adenium obesum